# Нагорных, Дмитрий Николаевич
Дмитрий Николаевич Нагорных (род. 1 февраля 1976, Березники, Пермская область) — российский хоккеист, нападающий.

## Биография
Воспитанник «Титана» Березники. Выступал за команды «Южный Урал» Орск (1992/93), «Металлург-2» Магнитогорск (1993/94 — 1997/98), «Липецк» и «Мечел» (1998/99 — 1999/2000), «Металлург» Магнитогорск, «Металлург-2», «Мечел-2», «Салават Юлаев» (все — 1999/2000), «Трактор» (2000/01 — 2001/02), «Трактор-2» (2001/02 — 2002/03), «Кристалл» Саратов (2002/03, 2003/04 — 2004/05), «Металлург» Серов, «Сталь» Аша, «Кристалл-2» Саратов (все — 2003/04), «Торпедо» и «Торпедо-2» (обе — Нижний Новгород), «Нефтяник» Лениногорск (все — 2005/06), «Динамо-Энергия» и «Автомобилист» (обе — Екатеринбург, 2006/07), «Молот-Прикамье», «Молот-Прикамье-2» (обе — Пермь), «Спутник» Нижний Тагил (все — 2007/08), «Кристалл-Югра» Белоярский (2008/09), «Ижсталь» Ижевск (2009/10 — 2010/11), «Арыстан» Темиртау и «Сарыарка» Караганда (обе — Казахстан, 2011/12).
Бронзовый призёр чемпионата Казахстана 2011/12 («Арыстан»).